# 魔術師 (江戸川乱歩)
『魔術師』（まじゅつし）は、江戸川乱歩の著した長編推理小説。1930年（昭和5年）7月から『講談倶楽部』に掲載された。『講談倶楽部』において圧倒的な人気を得た前作『蜘蛛男』に続く通俗長編路線の第2弾。名探偵明智小五郎の恋愛を織り込み、奇妙な暗号めいた脅迫文、残酷な殺人方法、奇怪な死体の扱い、手に汗握る追跡劇、陰惨な過去の因縁など多彩な要素と展開を盛り込み、またもヒットした。

## 登場人物
- 明智小五郎：探偵
- 奥村源造：表の顔は興行魔術師だが実は賊の首領
- 奥村文代：源造の娘
- 玉村妙子：玉村家の令嬢
- 玉村一郎：玉村家の長男
- 玉村二郎：玉村家の次男
- 玉村善太郎：東京の大宝石商で玉村妙子らの父親
- 福田得二郎：玉村善太郎の実弟で実業家
- 進一：両親と死に別れ妙子が引き取った子供
- 牛原耕造：玉村宝石店の上得意の成金

## あらすじ
『蜘蛛男』の事件解決後、信州湖畔のホテルで静養していた明智小五郎は、そこで宝石商玉村善太郎の娘、妙子と知り合い、互いに好意を抱く。妙子が先に帰京すると、妙子の叔父の福田得二郎に奇妙な脅迫状が届いたので、妙子は明智に助力を乞う。しかし明智は上野駅で何者かに誘拐され、そのあいだに得二郎は殺害され、その生首が隅田川で「獄門舟」としてさらしものにされる。明智が仮面の飾られた部屋で目を覚ますと、仮面の顔のひとつに化けていた賊の首領は、ここは自分のアジトたる船の中で、自分の復讐が成し遂げられるまでこの船中でおとなしくしておいてほしいだけだという。明智は賊の娘文代の助けを得て、ボートで脱出するが、海は大荒れで、数日後、明智溺死の報が新聞に載る。やがて、妙子が屋敷内で何者かに刺され重傷を負い、次には長男の一郎が大時計の針であわや断首されそうになり、さらには次男の二郎の恋人洋子が誘拐されて、見世物の魔術ショーで殺されるというできことが起こる。実は生きていて庭師音吉として玉村家を警護していた明智は、二郎と、賊の隠れ家の洋館に踏み込むが、そこでは妙子が人質にとられていたので、交換条件を出すしかなく、明智は賊の逃亡を許すことを余儀なくされる。それからしばらく何事もおこらなかったとき、玉村家の父子４人は、上得意の成金、牛原耕造の自宅に招待される。そこの地下室で牛原は趣味で個人的に撮った奇妙な映画を見せる。撮影場所は当の牛原邸とこの地下室で、ある金持ちが、ある男の愛妾を奪ったうえ、相手の男をだまし、この地下室に生き埋めにするというものであった。映画が終わると、牛原は、自分はその殺された男と愛妾の子で本名は奥村源造、自分の父を殺したのは玉村善太郎の父であると明かし、そのままその地下室に玉村家の４人を閉じ込めてしまう。そんなとき、賊の娘文代が父を裏切って、明智のもとを訪れていた。二人は強く惹かれあっていたのだ。間一髪、玉村家の人々は救われ、根城の船で祝宴をはっていた奥村源造のもとに明智が踏み込み、万事休した奥村は自殺する。が、奥村は「おれが死んだからといって安心するな」と最期に言い残す。事実、奥村の死にぎわに現れた蛇が、玉村家に現れるようになる。再び厳重な警備体制が敷かれるが、玉村善太郎は自室で殺されてしまう。奥村源造はまだ生きているのだろうか？　明智が最後に真犯人として指したのは、意外な人物であった。

## 出版
- 講談社 江戸川乱歩推理文庫『魔術師』　1988年
- 創元推理文庫『魔術師』　1993年（岩田専太郎の挿絵（連載時）を収録）
- 集英社文庫『明智小五郎事件簿 5』平山雄一・編（2016年）

### 漫画
- 集英社 『江戸川乱歩 異人館』1巻（ISBN 978-4-088-79126-5）,2巻（ISBN 978-4-088-79175-3）に「明智小五郎×壁男～魔術師～」として収録。山口譲司

## テレビドラマ
- 『江戸川乱歩の魔術師・浴室の美女』（1978年1月7日、テレビ朝日、松竹）
出演：天知茂（明智小五郎）、夏樹陽子、高橋洋子、西村晃他
- 『江戸川乱歩の魔術師・妖しい稲妻の美女』（1990年4月14日、テレビ朝日、松竹）
出演：北大路欣也（明智小五郎）、 佳那晃子、山本ゆか里、日下武史他
- 『乱歩 -妖しき女たち-』「密室の少女」（1994年7月4日、TBS）
出演：佐野史郎（明智小五郎）

## ラジオドラマ
- 青春アドベンチャー（2012年2月、NHK-FM）

## 朗読劇
MAG.netが企画する朗読演劇シリーズ「極上文學」の第11弾にて舞台化。上演の際は、江戸川乱歩の『人間椅子』と合わせた内容で舞台化された。
極上文學 第11弾『人間椅子／魔術師』
- 東京：2016年11月30日 - 12月4日、全労済ホール／スペース・ゼロ
- 大阪：2016年12月23日 - 25日、近鉄アート館

### スタッフ
- 演出：キムラ真
- 脚本：神楽澤小虎
- 音楽：橋本啓一
- コレオグラファー：美木マサオ
- キービジュアル：尚月地
- プロデューサー：吉井敏久
- 製作：CLIE

### キャスト
- 村田充
- 石井マーク
- 伊勢大貴
- 松本寛也
- 足立英昭
- 小西成弥
- 長江崚行
- 水澤賢人
- ROLLY
- 松田洋治